# Philistina knirschi
Philistina knirschi är en skalbaggsart som beskrevs av Paul Norbert Schürhoff 1933. Philistina knirschi ingår i släktet Philistina och familjen Cetoniidae. Inga underarter finns listade i Catalogue of Life.